# オークランド・トゥアタラ
オークランド・トゥアタラ（英語: Auckland Tuatara）は、オーストラリアン・ベースボールリーグ（ABL）に加盟していたプロ野球チームである。本拠地は、ニュージーランド・オークランドのノース・ハーバー・スタジアム。

## 概要
2018年創設。2018-19シーズンよりABLが拡張されることに伴い、リーグに新たに加盟した球団である。ABLにとって初めてのオーストラリア国外に本拠を構えるチームであり、また同時にニュージーランド初のプロ野球チームである。ニュージーランド野球連盟により直接運営されている。
保護地域のオークランドは、決して野球が盛んではないニュージーランドにおいて、大規模な大会が開催される野球の中心地である。またチーム名となった「トゥアタラ」はニュージーランド北部に生息する固有の爬虫類、ムカシトカゲの現地名から取られており、その姿はロゴデザインにも取り入れられている。公式ハッシュタグは「#TuataraNation」である。
2023年4月21日、ABLからの脱退とチームの清算が発表された。

## 歴史

### 2018-19
ABLに新規参入し、リーグの拡張によって新たに導入された2地区制のもと、ブリスベン・バンディッツ、キャンベラ・キャバルリー、シドニー・ブルーソックスとともに北東部地区（Northeast Division）に割り振られた。監督には、元サンフランシスコ・ジャイアンツの投手で2015-16シーズンにはABLのアデレード・バイトで監督を務めた経験のあるスティーブ・ミンツが就任した。また、最初の選手として、アリゾナ・ダイヤモンドバックスおよびアトランタ・ブレーブスで7年間プレーした投手のジョシュ・コルメンターと契約した。
開幕戦はビジターでパース・ヒートと戦い、4-8で敗れた。その後も調子が上がらず開幕4連敗を喫したが、ホーム開幕戦となる開幕5戦目でブリスベンに対して5-4でサヨナラ勝ちを収めシーズン初勝利を挙げた。最終的な勝率は.350で、地区では首位のブリスベンから11ゲーム差の最下位となった。

### 2019-20
2年目のシーズンを前に、200万ドルを費やしてノース・ハーバー・スタジアムの大規模な改修工事が行われた。この改修では国際大会の開催に必要な基準を満たすため、従来設けられていた観客席を取り壊しグラウンドが拡張された。また試合日程も変更され、ホームゲームでのダブルヘッダーを廃止し木曜日から日曜日にかけて4連戦を行うようになった。監督は引き続きミンツが務め、選手では元横浜DeNAベイスターズで2019年はロサンゼルス・ドジャース傘下でプレーしていた北方悠誠が加わったほか、テキサス・レンジャーズなどからもプロスペクトが派遣された。シーズン中の公式ハッシュタグとしては「#FollowTheFun」を使用する。
開幕シリーズではホームでパースと対戦し、11月21日の第1戦は1-6で敗れた。11月23日の第3戦で初勝利を挙げ、3番手で登板した北方が勝利投手となった。

### 2020-21
新型コロナウイルス（COVID-19）の感染拡大が深刻となる中、金銭面や検疫などの問題から、ジーロング・コリアとともにリーグ戦不参加を表明した。リーグは上記2チームを除く6チームで短縮開催された。

### 2021-22
2021年12月に開幕予定であったが、10月にリーグの開催中止が発表された。

### 2022-23
3年ぶりにリーグ戦に参加し、レギュラーシーズンは17勝17敗（勝率.500）の成績で北東部地区2位となり、プレーオフ（セミファイナル）に進出した。セミファイナルでは南西部地区（Southwest Division）1位のアデレード・ジャイアンツと2勝先取制で対戦したが、両チーム1勝ずつで臨んだ第3戦で惜しくも敗戦し、決勝進出を逃した。

### チーム清算
2023年4月21日、リーグ不参加が2シーズン続いたことや、2022-23シーズンにホームゲーム7試合が中止になったことなどが理由で球団経営が破綻したため、リーグからの脱退及びチームの清算手続きに入ることを発表した。なお、同じオーナーが保有しニュージーランドのNBLに所属する同名のバスケットボールチームは今後も活動を継続する。

## 日本球界とのつながり
ニュージーランドでは、2014年から2017年まで清水直行が野球連盟のGM補佐やU-15代表監督、ナショナルチームの投手コーチ、統括コーチを歴任し、また世代別代表チームには日本国籍保有者も在籍するなど日本との縁が深い。清水は本球団の設立にも関わったとしており、球団の日本統括も務めた。
新球団の設立に際しては、NPBから千葉ロッテマリーンズに所属する平沢大河、酒居知史、種市篤暉が、四国アイランドリーグplusからは、MVP受賞者である香川オリーブガイナーズ所属の原田宥希が派遣された。
2022年10月には、ニュージーランドのホストタウンに2019年12月に登録している千葉県君津市において、清水が主催して本球団のトライアウトが実施された。

## 主な所属選手

### 2022-23シーズン
- カイル・グロゴスキー -  フィラデルフィア・フィリーズ傘下（A+級）
- 村田透 - 元読売ジャイアンツ、クリーブランド・インディアンス、北海道日本ハムファイターズ
- 仲尾次オスカル - 元広島東洋カープ
- 林子偉 - 元ボストン・レッドソックス、ミネソタ・ツインズ
- 土田佳武 - 茨城アストロプラネッツ[17]
- 小東良 - 元三菱自動車京都ダイヤフェニックス[18]

### 過去の所属選手
- ダニエル・ラム＝ハント
- スコット・コーン
- ジョン・ホルツコム
- ジミー・ボイス
- ベアウ・ビショップ
- マックス・ブラウン（英語版）
- マック・フォックス
- 平沢大河
- 酒居知史
- 種市篤暉
- 原田宥希
- 金子隆浩
- 郭峻偉
- 陳育軒
- 蔡奕玄
- ジョシュ・コルメンター
- 北方悠誠
- 奥本涼太
- 曾仁和